# Eurytermní organismy

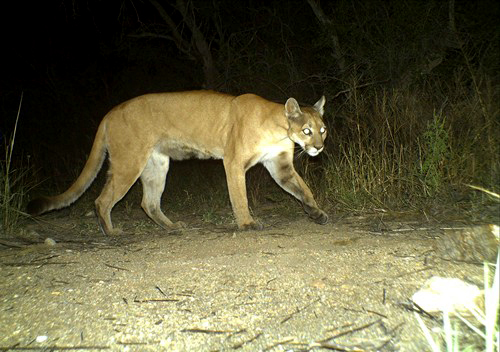
Puma americká (Puma concolor), příklad eurytermního organismu

Eurytermní organismy jsou ty, které snášejí široký rozsah teplot. Jedná se o většinu organismů, příkladem může být puma americká (Puma concolor). Opakem eurytermních organismů jsou stenotermní. Termín "eurytermní" pochází z řečtiny a byl poprvé použit v roce 1881.